# Fläderblomssaft

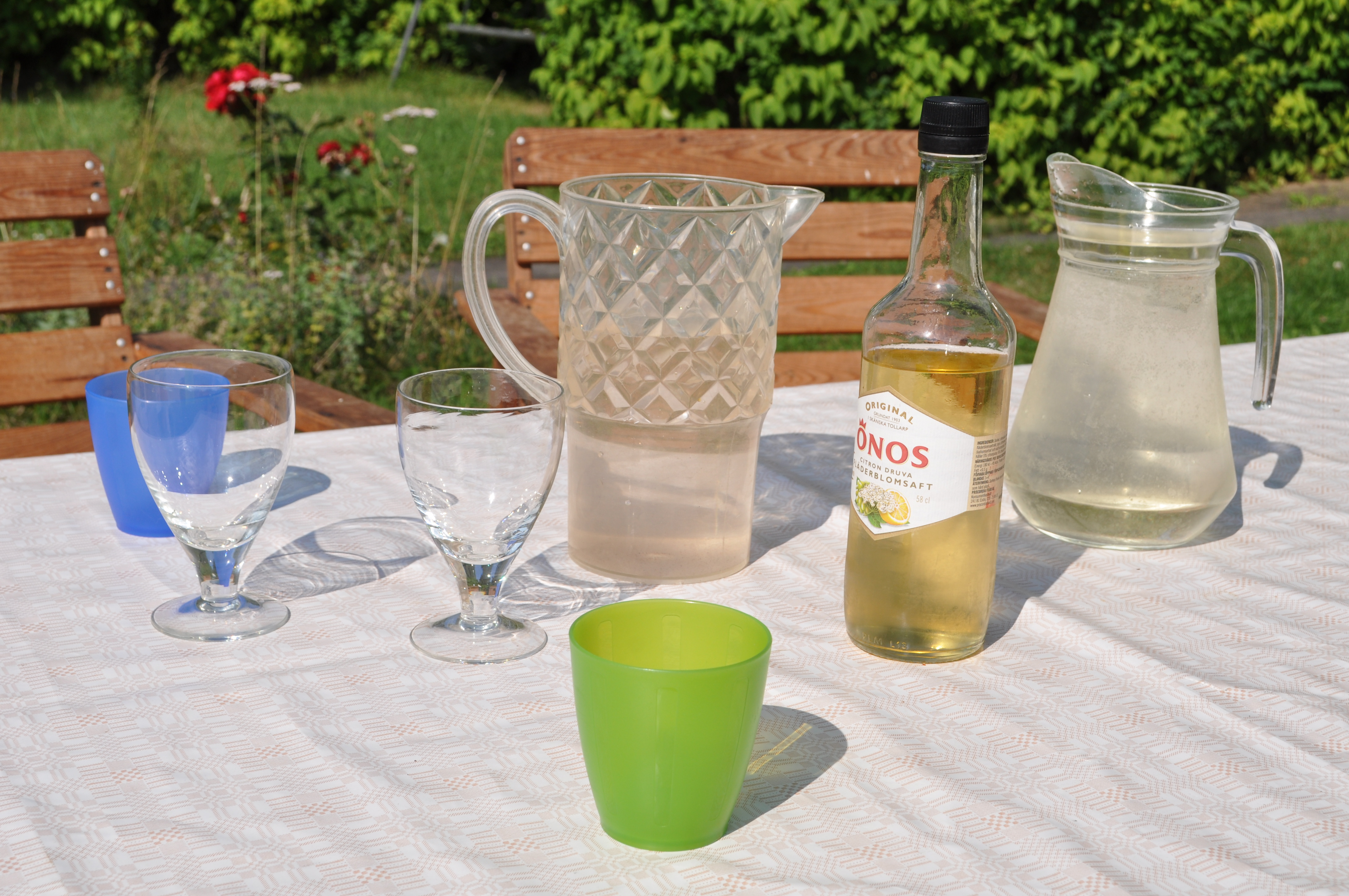
Dukat för saftkalas med fläderblomssaft från butik.

Fläderblomssaft (eller hyllesaft i Skåne) är saft gjord på blommor från växten äkta fläder (Sambucus nigra), socker, citron och vatten. Även citronsyra brukar ingå i de flesta recept för att bidra till en syrligare smak. Som konserveringsmedel används ibland natriumbensoat. Lime eller björnbär används ibland i kombination med citron. 
Det är viktigt att man inte blandar ihop äkta fläder med någon av släktingarna druvfläder (Sambucus racemosa) eller sommarfläder (Sambucus ebulus) när man gör sin saft eftersom båda är giftiga.
Hemtillverkning av fläderblomssaft är vanlig. Vid hemtillverkning kokas inte fläderblomssaften utan sockerlagen slås över fläderblommorna. Sedan får saften stå i ungefär två till fyra dagar för att dra åt sig smakämnen från blommorna. Fläderblomssaft finns även kommersiellt tillgänglig, men tillverkas då med andra metoder och är ofta uppblandad med druvjuice eller andra fruktjuicer, vilket ger en annan smak.